# Neolecanium silveirai
Neolecanium silveirai är en insektsart som först beskrevs av Hempel 1900.  Neolecanium silveirai ingår i släktet Neolecanium och familjen skålsköldlöss. Inga underarter finns listade i Catalogue of Life.